# W3C Markup Validation Service
Markup Validation ServiceはWorld Wide Web Consortium (W3C) によって作られた、HTML文書がHTMLやXHTML標準へ準拠しているかどうかを検証するためのサービスである。

## 歴史
Markup Validation ServiceはGerald OskoboinyによるThe Kinder, Gentler HTML Validatorとして始まった。これはDan Connolly and Mark Gaitherによって作られた初めてのオンラインHTML検証系よりも直感的に使えるように開発され、1994年7月13日に公開された。
1997年9月にOskoboinyはW3Cで働き始め、1997年12月18日にW3CはOskoboinyの仕事に基づくW3C HTML Validatorを公開した。

## 仕組み
HTML ValidatorはウェブページにあるマークアップをW3Cの標準を比較して準拠度合いを判定する。宣言されたバージョンによって標準が変化するので、HTML ValidatorはDOCTYPE宣言を読み、どの標準を適用するかを判断してから作動する。
一度検証系がページを読み込んで適用する標準を決定したら、開始タグ・終了タグ忘れや、クオーテーションマーク忘れや手書きのエラーを検査する。
その後、検証系は文法が妥当か否かを示すレポートを表示する。エラーはリストとして表示される。終了タグを忘れるようなエラーはページ全体に渡る一連のエラーを起こすかもしれない。しかしながら、ページの作成者が一つ目のエラーを取り除けば一連のエラーも解決されるだろう。

## ブラウザーの適用状態
多くの有名なウェブブラウザはある種のエラーに寛容で、ドキュメントが文法的に正しくなくても正常に表示できるかもしれない。またXMLドキュメントも、内部か外部のDTDを宣言していれば妥当性の検証を行うことができる。
W3CはHTML/XHTML以外のウェブ技術に対する検証系を提供しており、MathMLやCSSも検証できる。

## 検証系に対する批判
全てのマークアップ検証系はウェブページの全体像をとらえることができないが、終了タグ忘れやその他の専門的な誤りを指摘できる点では優れている。このことはページが全てのブラウザ上で作者の思惑通りに表示されることを意味しているわけではない。文法的に妥当と判断されたとしても、検証系の限界を補償しページが正常に見えることを確実にするために、全てのウェブページはできるだけ多くのブラウザ上でテストされる必要がある。

## CSSの妥当性検証
W3Cや他のHTML/XHTM検証系がHTML/XHTML文書を検証するのに対し、また別の検証系が関連するCSS文書にエラーがないことを検証するために必要である。HTML/XHTML検証系が関連するCSSをCSS標準に照らし合わせて検査するように、CSS検証系はHTML/XHTML検証系と似たような方法で動作する。
| ウェブサイト      | 可否 | エラーの数 | 警告の数 | 検査された日付 |
| ----------------- | ---- | ---------- | -------- | -------------- |
| Google            | No   | 39         | 2        | 2009年11月25日 |
| Google.co.uk      | No   | 41         | 2        | 2009年11月25日 |
| Yahoo             | No   | 118        | 27       | 2009年11月25日 |
| MSN               | No   | 1          | 0        | 2009年11月25日 |
| AOL               | No   | 644        | 441      | 2009年11月25日 |
| Ask.com           | No   | 111        | 23       | 2009年11月25日 |
| Amazon.com        | No   | 1195       | 01       | 2009年11月25日 |
| Amazon.co.uk      | No   | 1124       | 102      | 2009年11月25日 |
| Apple             | No   | 7          | 1        | 2009年11月25日 |
| YouTube.com       | No   | 207        | 62       | 2009年11月25日 |
| Facebook          | No   | 39         | 0        | 2009年11月25日 |
| MySpace.com       | No   | 63         | 20       | 2009年11月25日 |
| Twitter           | No   | 61         | 0        | 2009年11月25日 |
| Wikipedia         | No   | 9          | 2        | 2009年11月25日 |
| BBC               | No   | 27         | 24       | 2009年11月25日 |
| Internet Explorer | No   | 80         | 60       | 2009年11月25日 |
| Mozilla Firefox   | Yes  | 0          | 2        | 2009年11月25日 |
| Opera             | Yes  | 0          | 0        | 2009年11月25日 |
| Safari            | No   | 12         | 1        | 2009年11月25日 |
| Google Chrome     | No   | 21         | 11       | 2009年11月25日 |